# کلیولند هایتس (اوهایو)
کلیولند هایتس(به انگلیسی: Cleveland Heights) شهری در ایالت اوهایو کشور ایالات متحده آمریکا است که جمعیت آن در سرشماری سال ۲۰۱۰ میلادی، ۴۶٬۱۲۱ نفر بوده‌است.